# Cole Bassett
Cole Bassett (* 28. Juli 2001 in Littleton, Colorado) ist ein US-amerikanischer Fußballspieler, der bei der MLS-Franchise Colorado Rapids unter Vertrag steht. Der Mittelfeldspieler ist seit Januar 2020 US-amerikanischer U20-Nationalspieler.

## Karriere

### Verein
Der in Littleton, Colorado geborene Cole Bassett wechselte im Jahr 2017 von seinem Jugendverein Colorado Rush in die Nachwuchsakademie der MLS-Franchise Colorado Rapids. Am 10. August 2018 unterzeichnete er bei diesem Verein seinen ersten professionellen Vertrag als Homegrown Player. Sein Debüt in der Major League Soccer bestritt er am 9. September 2018 (28. Spieltag) bei der 0:2-Auswärtsniederlage gegen die Portland Timbers, als er in der 71. Spielminute für Kortne Ford eingewechselt wurde. Er kam in den verbleibenden Ligaspielen der Saison 2018 regelmäßig zum Einsatz. Am letzten Spieltag, dem 28. Oktober 2018, traf er beim 2:1-Heimsieg gegen den FC Dallas erstmals. Das Spieljahr beendete er mit sechs Ligaeinsätzen, in denen er ein Mal treffen konnte.
Im nächsten Spieljahr 2019 behielt er seinen Status als Rotationsspieler bei, startete aber auch häufiger. Am 7. April 2019 (6. Spieltag) erzielte er bei der 3:4-Auswärtsniederlage gegen Orlando City sein erstes Saisontor und bereitete einen weiteren Treffer vor. In dieser Saison bestritt er 20 Ligaspiele, in denen er zwei Mal traf. Im Anschluss an die Saison trainierte Bassett für eine Woche bei der U23-Mannschaft des FC Arsenal mit, ein Wechsel kam jedoch im darauffolgenden Januartransferfenster nicht zustande.
Im aufgrund der COVID-19-Pandemie verkürzten folgenden Spieljahr 2020 gelangen ihm in 15 Ligaspielen fünf Tore und genauso viele Vorlagen.

### Nationalmannschaft
Am 16. Januar 2020 bestritt Cole Bassett sein erstes Länderspiel für die US-amerikanische U20-Nationalmannschaft. Er stand im Testspiel gegen Mexiko in der Startformation und erzielte noch vor der Halbzeitpause beide Tore zum 2:0-Endstand.